# Sdružení obcí Kdyňska
Sdružení obcí Kdyňska je zájmové sdružení právnických osob v okresu Domažlice a okresu Klatovy, jeho sídlem je Kdyně a jeho cílem je společný postup v zachování organizačně jednotné státní správy, slaďování zájmů obcí za účelem efektivního pokrytí dopravní obslužnosti a společný postup při získávání finančních zdrojů z tuzemských i nadnárodních fondů k realizaci projektů nadobecního rozsahu s prioritou ochrany životního prostředí a podporou cestovního ruchu, společenských a kulturních akcí zájmového sdružení. Sdružuje celkem 21 obcí a byl založen v roce 2000.

## Obce sdružené v mikroregionu
- Běhařov
- Brnířov
- Černíkov
- Dlažov
- Chodská Lhota
- Koloveč
- Kdyně
- Kout na Šumavě
- Libkov
- Loučim
- Mezholezy
- Mrákov
- Němčice
- Nová Ves
- Pocinovice
- Spáňov
- Úboč
- Úsilov
- Všepadly
- Všeruby
- Zahořany